# Панкхёрст, Кристабель

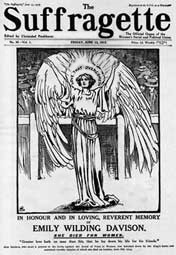
Памятный выпуск газеты Суфражистка, посвящённый Эмили Уилдинг Дэвисон, под редакцией Кристабель Панкхёрст

Дама Кристабель Харриет Панкхёрст (22 сентября 1880 – 13 февраля 1958) — британская суфражистка, сооснователь Женского социально-политического союза (WSPU). Она была организатором и руководила агрессивными действиями членов Союза, находясь в ссылке во Франции с 1912 по 1913 год. В 1914 году она поддержала военные действия Великобритании против Германии. После войны она переехала в Соединенные Штаты, где работала евангелистом Второго адвентистского движения.

## Ранние годы
Кристабель Панкхёрст была дочерью лидера движения за женские избирательные права Эммелин Панкхёрст и радикального социалиста Ричарда Панкхёрста и сестрой Сильвии и Аделы Панкхёрст. Её отец был адвокатом, а мать владела небольшим магазином. Кристабель помогала своей матери, в регистрации случаев рождения и смерти в Манчестере. Несмотря на финансовые трудности, её семья всегда твёрдо верила в преданность своему делу, а не комфорту.
Нэнси Эллен Руппрехт писала: «Она была почти хрестоматийной иллюстрацией первого ребёнка, рождённого в семье среднего класса. Как в детстве, так и во взрослом возрасте она была красивой, умной, грациозной, уверенной в себе, обаятельной и харизматичной». У Кристабель были особенные отношениями как с матерью, так и с отцом, который назвал её в честь стихотворения Сэмюэля Тейлора Кольриджа («прекрасная леди Кристабель / которую так любит ее отец»). Смерть матери в 1928 году стала тяжелейшим ударом для Кристабель.

## Образование
Панкхёрст самостоятельно научилась читать, прежде чем пошла в школу. Она и две её сестры посещали Манчестерскую среднюю школу для девочек. Она получила степень юриста в Манчестерском университете и получила диплом с отличием по специальности «юриспруденция». Но поскольку она была женщиной, ей не позволялось заниматься юридической практикой. Позже Панкхёрст переехала в Женеву, чтобы жить с другом семьи, но вернулась домой, чтобы помочь матери воспитывать остальных детей, когда её отец умер в 1898 году.

## Активизм

### Движение за избирательные права для женщин

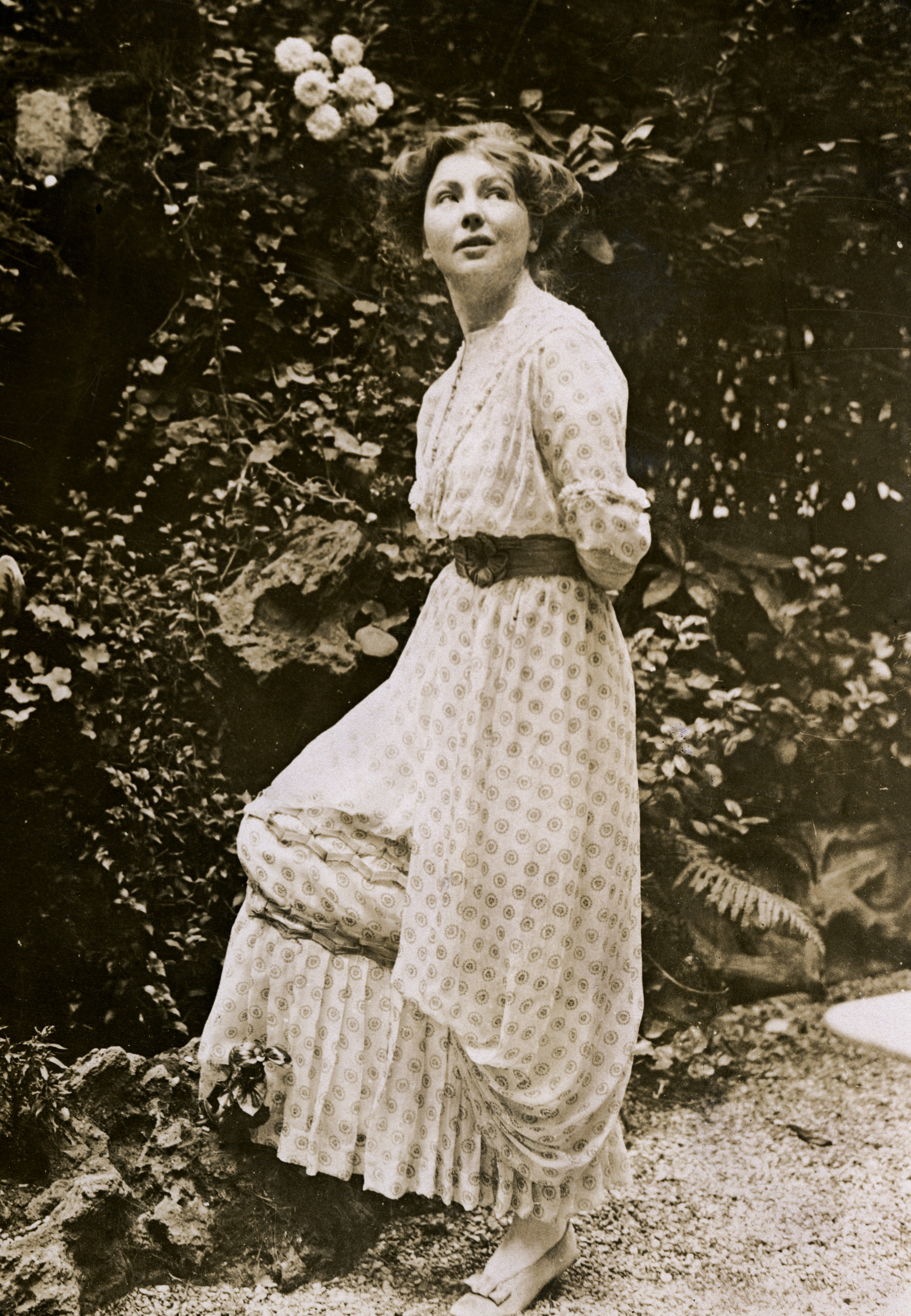
Кристабель Панкхёрст, 1913 г.

В 1905 году Кристабель Панкхёрст сорвала собрание Либеральной партии, выкрикивая требования избирательных прав для женщин. Она была арестована и вместе с коллегой-суфражисткой Энни Кенни отправилась в тюрьму, вместо того, чтобы заплатить штраф в качестве наказания за свою выходку. Их поступок получил широкий резонанс в средствах массовой информации, и ряды WSPU пополнились новыми членами после их судебного разбирательства. Эммелин Панкхёрст начала принимать более агрессивные меры для отстаивания женского избирательного права после ареста дочери, и сама неоднократно попадала в тюрьму во многих случаях из-за её принципов.
После получения степени юриста в 1906 году Кристабель переехала в лондонскую штаб-квартиру WSPU, где была назначена её организационным секретарём. Прозванная «Королевой толпы», она снова была заключена в тюрьму в 1907 году на Парламентской площади и в 1909 году после «суда Раша» на Боу-стрит. Между 1913 и 1914 годами она жила в Париже, чтобы избежать тюремного заключения по условиям закона о заключённых (временное освобождение по состоянию здоровья), более известного как «закон о кошках и мышах», но продолжала оказывать поддержку редакции союзной газеты Суфражистка через своих гостей — Энни Кенни и Иду Уайли, которые время от времени пересекали канал, чтобы обсудить текущие дела и посоветоваться. Начало Первой мировой войны вынудило её вернуться в Англию в 1914 году, где она снова была арестована. Панкхёрст объявила голодовку, в итоге отбыв лишь 30 дней из положенного трёхлетнего срока заключения.
Она имела непререкаемый авторитет в «анти-мужской» фазе WSPU после провала Законопроектов о примирении. Она написала книгу под названием «Великое бедствие и как с ним покончить», посвящённую заболеваниям, передающимся половым путем, и тому, как гендерное равенство (в том числе включающее право голоса для женщин) поможет в борьбе с этими заболеваниями.
Кристабель с сестрой Сильвией не ладили. Сильвия была против поворота WSPU исключительно в сторону женщин высшего и среднего класса и использования агрессивной тактики, в то время как Кристабель считала это необходимым. Она говорила, что избирательное право является главной задачей, которая не должна распыляться на другие проблемы женщин рабочего класса. И поступать по-другому, по её словам, значит только ослабить движение за избирательное право, а все другие вопросы могут быть решены, как только женщины получат право голоса.

### Белое перо
8 сентября 1914 года Панкхёрст, после долгой ссылки, появилась в лондонском Королевском оперном театре, чтобы произнести декларацию о «немецкой опасности», кампании, возглавляемой бывшим генеральным секретарем WSPU Норой Дакр Фокс совместно с Союзом Британской Империи и Национальной партией. Вместе с Норой Дакр Фокс (позже известной как Нора Элам) Панкхёрст гастролировала по стране, произнося речи, целью которых было привлечь рекрутов в армию. Её сторонники вручали белое перо каждому встречному молодому человеку в гражданской одежде. Суфражистка вышла 16 апреля 1915 как военная газета, а 15 октября изменила свое название на Британию. На страницах своей газеты, неделя за неделей, Панкхёрст пропагандировала военный призыв среди мужчин и промышленный призыв среди женщин ради блага государства и нации. Она также призывала к интернированию всех людей вражеской национальности, мужчин и женщин, молодых и старых, найденных на Британских берегах. Её сторонники подпрыгивали на встречах в Гайд-парке с плакатами: «Интернируйте их всех». Она также выступала за более полное и тщательное осуществление блокады вражеских и нейтральных стран, утверждая, что это должна быть «война на истощение». Она потребовала отставки сэра Эдуарда Грея, лорда Роберта Сесила, генерала сэра Уильяма Робертсона и сэра Айра Кроу, которых считала слишком мягкими и медлительными. Британия много раз подвергалась набегам полиции и испытывала большие трудности с выходом номеров, чем это случалось с Суфражисткой. Несмотря на то, что отец Норы Дакр Фокс, Джон Доэрти, владел печатной фирмой и был готов печатать предвыборные плакаты, Британия была вынуждена, наконец, приобрести свой собственный печатный станок. Эммелин Панкхёрст предложила создать дома женского социально-политического союза для незаконнорожденных девочек «детей войны», но усыновлены были только пять детей. Дэвид Ллойд Джордж, которого Кристабель Панкхёрст считала самым злейшим и опасным врагом женщин, теперь был единственным политиком, которому они с Эммелин доверяли.

### Всеобщая избирательная кампания в Сметике 1918
После того, как некоторые британские женщины получили право участвовать в голосовании в конце Первой мировой войны, Панкхёрст объявила, что будет баллотироваться на Всеобщих выборах 1918 года. Сначала она сказала, что будет баллотироваться в Уэстбери, Уилтшир, но в последнюю минуту стала кандидатом в избирательном округе Сметик от Партии женщин, поддержанной Ллойд Джорджем, в союзе с коалицией консерваторов. Однако, она не получила «коалиционного купона». Её кампания была сосредоточена на «победоносном мире», и состояла из лозунгов: «немцы должны заплатить за войну» и «Британия за англичан». Она проиграла с разницей всего в 775 голосов кандидату от Лейбористской партии, лидеру местного профсоюза Джону Дэвисону.

### Переезд в Калифорнию
Покинув Англию в 1921 году, Кристабель переехала в Соединенные Штаты, где в конечном итоге стала евангелистом Плимутских братьев и стала видным членом Второго адвентистского движения.

### Интерес к пророчествам
Маршалл, Морган и Скотт опубликовали работы Кристабель на темы, связанные с пророческим мировоззрением, которое было навеяно теологией Джона Нельсона Дарби. Панкхёрст читала лекции и писала книги о Втором Пришествии. Она была частым гостем на телевизионных шоу в 1950-х и имела репутацию странного сочетания «бывшего суфражистского революционера, евангельского христианина и почти стереотипно правильной „английской леди“, которая всегда была востребована в качестве лектора». Находясь в Калифорнии, она удочерила свою дочь Бетти, окончательно оправившись после смерти матери.

### Дама-коммандор Ордена Британской Империи
Она вернулась в Великобританию в 1930-х годах и была удостоена звания Дамы-коммандора Ордена Британской империи в 1936 году. В начале Второй мировой войны она снова уехала в Соединенные Штаты, чтобы жить в Лос-Анджелесе, штат Калифорния.

## Смерть
Кристабель умерла 13 февраля 1958 года, в возрасте 77 лет, сидя в кресле с прямой спинкой, где её и обнаружла домработница. При осмотре не было обнаружено ничего, указывающего на причину смерти. Она была похоронена на мемориальном кладбище Вудлоун в Санта-Монике, штат Калифорния.

## Посмертное признание

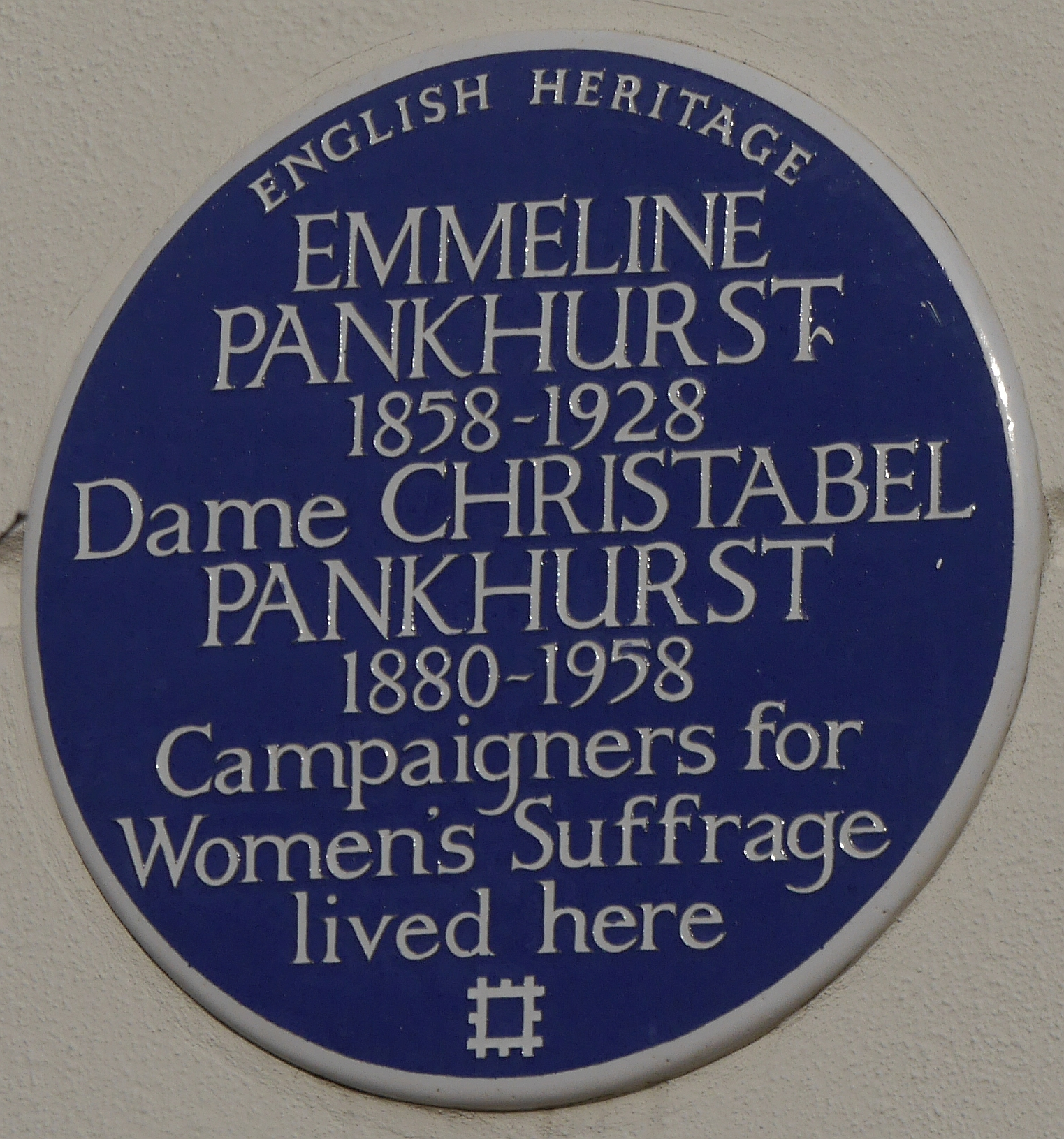
Синяя табличка, посвященная Кристабель и Эммелин Панкхёрст.

В 2006 году Синяя мемориальная доска, посвящённая Кристабель и её матери была установлена «Английским наследием» по адресу 50 Clarendon Road, Notting Hill, London W11 3AD, Royal Borough of Kensington and Chelsea, где они жили. Её имя и изображение (а также 58 других сторонников женского избирательного права) выгравированы на постаменте статуи Миллисент Фосетт на Парламентской площади в Лондоне, которая была открыта в 2018 году.